# Фигге, Йохен
Йохен Фигге (нем. Jochen Figge; род. март 1947, Германия) — немецкий футбольный тренер.

## Карьера
В качестве тренера работал за рубежом. Много лет немец трудился на африканском континенте. В 1995 году он заменял на посту главного тренера сборной Тринидада и Тобаго югослава Зорана Враньеша во время Карибского кубка. Под его руководством «сока уориорз» одержала победу в турнире.
В 2002 году Фигге возглавил сборную Эфиопии. Однако через год из-за неправильно составленных документов он вынужден был покинуть этот пост. Также возглавлял ряд других стран. В качестве инструктора ФИФИ работал в Мозамбике, Эритреи, Уганде, Свазиленде и Замбии.

## Достижения
- Обладатель Карибского кубка (1): 1995.